# Jean-Baptiste Davaine
Jean-Baptiste Davaine of Jan Baptist Davaine (Roeselare, 15 juni 1733 – Parijs, 6 maart 1794) was een militair die het bracht tot generaal in de Franse Revolutie en stierf onder de guillotine. 

## Loopbaan
Davaine, wiens ouders geëmigreerde Franse schoenmakers waren, nam in 1748 dienst bij een Frans regiment van dragonders (Egmont-Dragons). Hij nam deel aan het beleg van Maastricht en werd gepromoveerd tot brigadier in 1749 en maréchal des logis in 1752. Na de Zevenjarige Oorlog verliet hij in 1763 de dienst om onder de Oostenrijkers hoofdinspecteur van de stoeterijen van Vlaanderen te worden. 
In de aanloop naar de Brabantse Omwenteling werd Davaine op 19 oktober 1789 officier in het patriottenleger onder Jan Andries vander Mersch. Op 8 november maakte hij deel uit van het leger van Devaux dat de Schelde overstak naar het Waasland. Het leger werd versterkt met lokale vrijwilligers. Op vrijdag 13 november begonnen de Vier Dagen van Gent. Majoor Devaux slaagde er niet in de Brugse Poort en Saspoort in te nemen en verliet het leger met zijn staf en alle dragonders. Davaine nam het bevel over het leger en begon de strijd. Ze braken door de Oostenrijkse verdedigingen. De Oostenrijkers vluchtten naar hun kazernes en kastelen. In de nacht van 16 op 17 november werd het laatste Oostenrijkse kasteel ontruimd. Dit was een grote overwinning voor het Patriottenleger. Davaine kreeg de leiding over de cavalerie en nam deel aan de inname van Brussel op 13 december. Onder de Verenigde Belgische Staten bekleedde hij diverse hoge functies in het leger.
Bij de nakende déconfiture van de prille confederatie vluchtte Davaine in november 1790 met zijn vrouw en twee zonen naar Melun. In het revolutionaire Frankrijk werd hij inspecteur-generaal van de paarden van de natie vanaf 10 augustus 1792 en maréchal de camp vanaf 19 februari 1793. Hij groeide door tot divisiegeneraal op 30 juli van dat jaar, maar op 28 oktober werd hij geschorst door afgevaardigde Duquesnoy en gearresteerd. Het Revolutionair Tribunaal in Parijs sprak op 5 maart 1794 zijn doodvonnis uit omdat hij tijdens de campagne in Flandre Maritime de orders van de bevelvoerende generaal niet had uitgevoerd. Hij werd de volgende dag geguillotineerd.